# RealVNC
RealVNC是一家提供远程访问软件的公司，成立於2002年。该软件由服务器（VNC服务器，英語：VNC Server）和客户端（VNC查看器，英語：VNC Viewer）组成，該軟件通過VNC协议來远程控制另一台计算机的屏幕。

## 外部連結
- 官方网站